# Demetrio I de Macedonia
Demetrio I (ca. 337 a. C.-283 a. C.), llamado Demetrio Poliorcetes (en griego: Δημήτριος Πολιορκητής,  Dēmḗtrios Poliorkētḗs, «asediador de ciudades»), fue rey de Macedonia (294-288 a. C.). Hijo y sucesor de Antígono I Monóftalmos, forma parte de la dinastía antigónida, fundada por su padre.
Se adjudicó el sobrenombre de Poliorcetes, «expugnador de ciudades», por las muchas que había tomado, y en contraposición al dios Zeus, protector y conservador de ciudades. Sin embargo, fracasó en el mayor asedio de todos, el de la ciudad de Rodas (305 a. C.). En conmemoración de esta victoria los rodios erigieron el célebre Coloso de Rodas, una de las Siete Maravillas del Mundo Antiguo.

## Vida

La estrella de Vergina, habitualmente considerada símbolo de la monarquía macedonia.

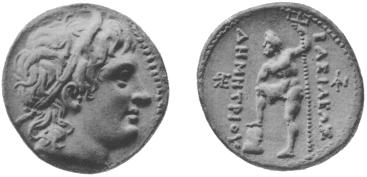
Moneda de Demetrio I. Se puede leer una inscripción en griego que dice ΒΑΣΙΛΕΩΣ ΔΗΜΗΤΡΙΟΥ (del Rey Demetrio)

Demetrio era hijo de Antígono Monoftalmos, uno de los generales llamados diádocos (Διάδοχοι), que a la muerte de Alejandro Magno se hizo con el mando de casi todo el imperio macedónico. Padre e hijo fueron, según observan los historiadores, los principales instigadores y participantes en las guerras y peleas que hubo a raíz de la muerte de Alejandro.
Se inició en las armas a muy temprana edad, actuando al servicio de su padre en la campaña contra Eumenes de Cardia (317-316 a. C.). A la edad de veintidós años, Antigono lo puso por primera vez al mando de un ejército, para defender Siria contra Ptolomeo I de Egipto, siendo completamente derrotado en la Batalla de Gaza. A pesar de ello, Demetrio demostró ser un eficiente general, el mejor instrumento de la política de Antígono y pronto obtuvo una victoria en los alrededores de Miunte. En la primavera de 310 a. C. fue derrotado cuando trataba de expulsar a Seleuco I Nicator de Babilonia; en otoño sería también derrotado su padre. Como resultado de esta guerra de Babilonia, Antígono perdió casi dos terceras partes de su imperio: todas las satrapías del este pasaron a poder de Seleuco.
Después de varias campañas contra Ptolomeo en las costas de Cilicia y Chipre, Demetrio partió con una flota de 250 barcos a Atenas, liberando la ciudad en 307 a. C. de la tiranía de Casandro de Macedonia, expulsando a la guarnición que estaba destinada allí al mando de Demetrio de Falero, y sitiando y tomando Muniquia. Después de estas victorias, tanto él como su padre fueron adorados por los atenienses como divinidades tutelares bajo el título de Soter (Griego: σωτήρ, "salvador" o "benefactor por encima de otros benefactores"), como theoi soteres, con un sacerdote y juegos (las Demetrias) en su honor.
En 306 a. C. obtuvo una importantísima victoria naval sobre la Armada egipcia, comandada por Menelao, hermano de Ptolomeo, en Salamina de Chipre, destruyendo completamente su flota. Presuntamente, la Victoria de Samotracia conmemoraría este éxito naval.
En el mismo año, Demetrio conquistó Chipre, capturando a uno de los hijos de Ptolomeo. Después de la victoria, Antígono asumió el título de rey y se lo otorgó también a su hijo Demetrio. En 305 a. C., ya con el título de rey, Demetrio trató de castigar a los rodios, firmes aliados de Egipto. Su ingenio en el diseño de nuevas armas de asedio en su fallido intento de reducir la capital le ganó el título de Poliorcetes. Entre sus creaciones se encontraba un ariete de 55 m de longitud, que requería 1000 hombres para manejarlo, y una torre de asedio con ruedas, llamada "helépolis" (o "tomadora de ciudades") de unos 45 m de altura y 18 m de ancho, que necesitaba 3400 hombres para su desplazamiento.
Intervino nuevamente en Grecia a partir de 304 a. C., rechazando a Casandro y restaurando la Liga Panhelénica de Corinto (302 a. C.). La derrota y muerte de su padre en la batalla de Ipsos le privó de sus territorios de Asia Menor, pero aún dominaba los mares con su poderosa flota y contaba con la ayuda de Seleuco Nicátor, quien se casó con su hija Estratónice. En Atenas, Demetrio fijó su residencia en el Partenón, anticipando así la figura del synnaos deos o «dios que comparte un templo» (en este caso, con Atenea).
Habiendo llegado a un acuerdo con Casandro, Demetrio se apoderó de Cilicia, hasta entonces en poder de Plistarco, pero poco después se concentró en conseguir el dominio de Macedonia, donde la muerte de Casandro 298 a. C. y de su hijo Filipo IV abrió una disputa sucesoria entre los pretendientes Alejandro V y Antípatro II.
Proclamado rey de Macedonia como Demetrio I en 294 a. C., mantuvo guerras con Lisímaco y su aliado Pirro de Epiro. En 291 a. C., se casó en la isla de Corcira con Lanassa, la antigua esposa despechada de Pirro. Pero las fuerzas combinadas de Pirro, Lisímaco y Ptolomeo consiguieron expulsarle de Macedonia en 288 a. C.
Pasó a Asia y atacó a Lisímaco con éxito variable. El hambre y la peste destruyeron la mayor parte de su ejército, por lo que solicitó el apoyo de Seleuco, rey de Babilonia y Siria. Pero antes de llegar a Siria estallaron las hostilidades entre los dos, y después de haber obtenido algunas ventajas sobre su yerno, Demetrio fue abandonado totalmente por sus tropas y se debió rendir a Seleuco.
Su hijo Antígono ofreció todos sus bienes, e incluso su propia persona, para conseguir su libertad. Pero todo resultó inútil, y Demetrio, dado a la bebida y los excesos, murió después de una reclusión de tres años (283 a. C.). Sus restos fueron entregados a Antígono y honrado con un gran funeral en Corinto.
Sus descendientes continuaron en el trono de Macedonia hasta la época de Perseo, cuando Macedonia fue conquistada por los romanos en el 168 a. C..
Su hijo Antígono Gónatas le sucederá como rey de Macedonia.

## Matrimonio e hijos
Demetrio se casó con Fila, una hija del viejo general de Filipo II de Macedonia y después general también de Alejandro, Antípatro. Tuvieron un hijo, llamado Antígono II Gónatas, que llegó también a ser rey de Macedonia, y una hija llamada Estratónice a quien entregó en matrimonio a Seleuco I Nicátor, rey de Babilonia y Siria, en 298 a. C.
Posteriormente se casaría con Deidamia, hermana de Pirro, con quien tuvo un hijo llamado Alejandro. Quien, según Plutarco, pasaría su vida como rehén en Egipto.
También aceptaría la oferta de matrimonio de Lanassa: ésta, indignada al verse rechazada por el que era su marido Pirro de Epiro, (tras el matrimonio de este con otras dos mujeres de origen bárbaro), huyó a la Isla de Córcira, actual Corfú, que había sido conquistada por su padre Agatocles y cedida a Lanassa en dote de su primera boda. Desde la isla envió un mensaje a Demetrio I de Macedonia, con quien Pirro estaba en guerra, para ofrecerle tanto su mano como la isla de Córcira. Demetrio aceptó su oferta y, tras navegar a la isla, se casó con ella, dejó una guarnición en la isla y regresó a Macedonia. Estos hechos sucedieron poco antes del final de la guerra y caída de Demetrio.

## Biografía
Era Demetrio en estatura más bajo que su padre sin embargo de ser alto; pero de una figura y belleza tan extraordinarias y admirables, que ni escultor ni pintor alguno pudo sacarle semejante: reunía a un tiempo lo festivo y lo grave, lo fiero y lo bello, y con lo juvenil y osado se veía mezclada una inimitable apacibilidad y majestad heroica y regia. Pues por el mismo término sus costumbres reunían también lo terrible y lo gracioso; porque siendo muy amable y el más jovial y voluptuoso de los reyes mientras estaba dado al regalo, a la bebida y a las francachelas, tenía por el contrario, cuando los negocios lo requerían la mayor actividad, suma vehemencia e infatigable constancia.
Plutarco. Vida de Demetrio, II.

| Predecesor: Antípatro II de Macedonia Alejandro V de Macedonia | Rey de Macedonia 294 - 288 a. C. | Sucesor: Lisímaco de Tracia Pirro de Epiro |